# Anna Margaret
Anna Margaret Collins, nota semplicemente come Anna Margaret (Lecompte, 12 giugno 1996), è una cantante e attrice statunitense.

## Biografia
Anna Margaret ha fatto il suo debutto nel 2009 cantando Let It Snow per l'album Disney: All Wrapped Up: Vol. 2, nel 2010 ha cantato varie canzoni per i film Disney per la televisione, come Something About the Sunshine, Something About the Sunshine con Sterling Knight e New Boyfriend per Starstruck - Colpita da una stella. Sempre nel 2010 ha cantato Girl Thing per Fratello scout. Nel 2011 canta I Wanna Go per Summer Nightastic 2011 di Disney World.
La sua prima canzone non presente in un film è Speechless.
Torna su Disney Channel con la canzone All Electric usata come colonna sonora per la serie A tutto ritmo. Anna ha recitato anche in alcuni film: B.T.K. come Sarah e ad Sii amorevole con Eddie Lee come Christie la ragazza di cui è innamorato Eddie Lee. 

## Discografia
1. Let It Snow - 2009- All Wrapped Up: Vol.2
2. Something About the Sunshine - 2010 - Starstruck - Colpita da una stella
3. Something About the Sunshine (con Sterling Knight) - 2010 - Starstruck - Colpita da una stella
4. New Boyfriend - 2010 - Starstruck - Colpita da una stella
5. Girl Thing - 2010 - Fratello scout
6. I Wanna Go - 2011 - Summer Nightastic
7. Speechless - 2011
8. All Electric (con Nevermind) - 2011 - A tutto ritmo

## Filmografia

### Cinema
- B.T.K. - Capitolo finale (B.T.K.), regia di Michael Feifer (2008)
- Sii amorevole con Eddie Lee (Be Good to Eddie Lee), regia di Kaileigh Brielle Martin - cortometraggio (2010)
- Brother White, regia di Brian Herzlinger (2012)
- The Day I Finally Decided to Kill Myself, regia di Campion Murphy - cortometraggio (2013)
- Finding Harmony, regia di Dagen Merrill (2014)
- Il tempo di vincere (When the Games Stands Tall), regia di Thomas Carter (2014)
- Speech & Debate, regia di Dan Harris (2017)

### Televisione
- Scream Queens - serie TV, episodi 1x01-1x02-1x04 (2015)